# Lennart Palm
Stig Lennart Palm, född 7 maj 1960, är en svensk musiker, arrangör och låtskrivare.
Lennart Palm, som bor i Lerum, spelar elorgel och är flitigt anlitad som musiker, framförallt i västra Sverige. Under flera säsonger var han musikansvarig för Mats Ljungs populära nyårsrevyer i Skara. Palm spelade orgel i det spexiga dansbandet Matz-Ztefanz med Lailaz (med till exempel melodisuccén "Evert") och har ofta ackompanjerat sångaren och skådespelaren Stefan Ljungqvist. 
Lennart Palm brukade regelbundet bistå programledaren Anders Eldeman med instrumentala inspelningar till radioprogrammet Melodikrysset.